# Västra Järvafältets naturreservat
Västra Järvafältets naturreservat är ett  naturreservat i Järfälla kommun i Stockholms län. Reservatet är en del av Järvafältets naturreservat som även omfattar Östra Järvafältets naturreservat i Sollentuna kommun
Området är naturskyddat sedan 1987 och är 700 hektar stort. Reservatet består av åkrar, ängar, lövskog, barrskog, våtmarker och sjöar. Säbysjön ingår i sin helhet i reservatet medan Översjön ingår med sin södra del. Inom Västra Järvafältets naturreservat ligger även Säby gård som var redan på 1500-talet en frälsegård och gjordes till säteri på 1630-talet av Schering Rosenhane.

## Bilder
|  |

|  |  |  |